# Knema minima
Knema minima är en tvåhjärtbladig växtart som beskrevs av De Wilde. Knema minima ingår i släktet Knema och familjen Myristicaceae. Inga underarter finns listade i Catalogue of Life.